# Ребдев, Игорь Андреевич
Игорь Андреевич Ребдев (1878 — 1922) — участник Белого движения на Юге России, полковник Генерального штаба.

## Биография
Православный. Из дворян. По окончании 2-й Московской гимназии поступил на военную службу.
В 1900 году окончил Московское военное училище, откуда выпущен был хорунжим в 3-й Кубанский пластунский батальон. Произведен в сотники 1 июня 1904 года. С началом русско-японской войны, 8 декабря 1904 года переведен в 10-й Кубанский пластунский батальон. За боевые отличия был награжден орденами Св. Анны 4-й степени с надписью «за храбрость» и Св. Владимира 4-й степени с мечами и бантом. 29 июня 1906 года переведен в 3-й гренадерский Перновский полк с переименованием в поручики. Произведен в штабс-капитаны 1 ноября 1907 года.
В 1911 году окончил Николаевскую военную академию по 1-му разряду и 7 мая того же года был произведен в капитаны «за отличные успехи в науках». В 1911—1913 годах отбывал цензовое командование ротой в 3-м гренадерском Перновском полку.
26 ноября 1913 года переведен в Генеральный штаб с назначением старшим адъютантом штаба 2-й Сибирской стрелковой дивизии, с которой и вступил в Первую мировую войну. 16 августа 1915 года назначен исправляющим должность штаб-офицера для поручений при штабе 35-го армейского корпуса, а 10 апреля 1916 года произведен в подполковники с утверждением в должности. 27 ноября 1916 года назначен и. д. начальника штаба 3-й Кубанской пластунской бригады, а 15 августа 1917 года произведен в полковники. 19 ноября 1917 года назначен и. д. начальника штаба 2-й пластунской дивизии.
В конце 1917 года — начале 1918 года был генерал-квартирмейстером Кубанской армии. Участвовал в 1-м Кубанском походе, затем — в Добровольческой армии и ВСЮР. С ноября 1918 года состоял начальником штаба 1-й Кубанской казачьей дивизии. С 28 апреля 1919 года назначен штаб-офицером для поручений при штабе 1-го Кубанского корпуса, а с 22 июля того же года — начальником штаба корпуса. В марте 1920 года эвакуировался из Новороссийска в Крым.
В эмиграции в Югославии. Умер в 1922 году в Пожареваце.

## Награды
- Орден Святой Анны 4-й ст. с надписью «за храбрость» (ВП 31.08.1905)
- Орден Святого Владимира 4-й ст. с мечами и бантом (ВП 1.04.1906)
- Орден Святого Станислава 2-й ст. с мечами (ВП 14.04.1915)
- Орден Святой Анны 3-й ст. с мечами и бантом (ВП 21.04.1915)
- Орден Святого Станислава 3-й ст. с мечами и бантом (ВП 26.05.1915)
- старшинство в чине подполковника с 22 марта 1914 года (ПАФ 30.07.1917)